# Scoppio della polveriera di Porta San Nazaro
Lo scoppio della polveriera di Porta San Nazaro fu un'esplosione avvenuta a Brescia, il 18 agosto 1769. Il disastro, che provocò numerose vittime e ingenti danni materiali, si verificò in seguito alla caduta di un fulmine su un torrione adibito a polveriera.

## Il disastro
Durante la notte tra il 17 ed il 18 agosto 1769 un temporale infuriava sulla città di Brescia quando, poco prima dell'alba, un fulmine si abbatté su un torrione situato accanto a Porta San Nazaro, varco nelle mura cittadine che sorgeva dove oggi si trova Piazza della Repubblica. L'edificio conteneva 2800 barili di polvere nera, per un totale di circa 90000 Kg di esplosivo, che si incendiarono innescando una tremenda esplosione, la quale produsse un boato descritto come simile a quello provocato da un terremoto. Il torrione, la Porta e parte delle mura attigue vennero completamente distrutti, insieme a centinaia di case. Enormi macigni vennero scagliati in aria insieme a uomini, carri e bestiame, ricadendo su una zona entro un raggio di un chilometro dal sito dell'esplosione, provocando vittime e danneggiando pesantemente gli edifici, tra cui la Collegiata dei Santi Nazaro e Celso. L'onda d'urto provocò inoltre danni in tutta la città, frantumando i vetri delle finestre e spalancando le porte. Anche la campagna limitrofa venne pesantemente colpita; numerosi alberi vennero infatti sradicati o abbattuti, mentre i campi vennero bruciati assieme alle loro colture. Nel complesso venne distrutto circa un sesto della città. Il disastro provocò innumerevoli morti e feriti, il cui numero differisce grandemente a seconda delle fonti, che riportano cifre che vanno dai trecento agli oltre tremila.

## Impatto
L'evento ebbe una grande eco anche a livello internazionale: nell'Impero Britannico ad esempio, in seguito al disastro vennero introdotte nuove norme riguardanti la produzione e la conservazione della polvere da sparo.
L'intellettuale francese Louis-Sébastien Mercier citò la tragedia nel suo romanzo utopistico L’anno 2440 (1770), riportando un bilancio complessivo di 2500 morti.